# Lavigny (Francia)
Lavigny è un comune francese di 371 abitanti situato nel dipartimento del Giura nella regione della Borgogna-Franca Contea.

## Società

### Evoluzione demografica
Abitanti censiti